# Adalbert J. Volck

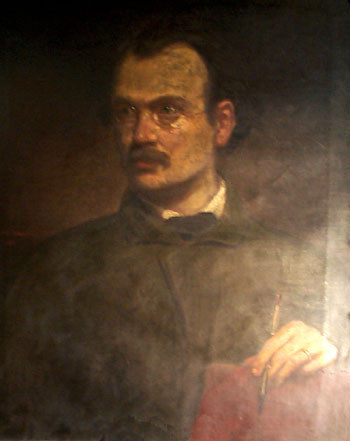
Adalbert J. Volck, Porträt von 1862

Adalbert J. Volck, eigentlich Adalbert Johann Volck (* 14. April 1828 in Augsburg; † 26. März 1912 in Baltimore) war ein deutsch-amerikanischer Zahnarzt, Maler und Karikaturist.

## Leben
Volck war das dritte von 13 Kindern des Andreas Volck (1800–1888). Sein Vater betrieb eine Destillerie und Essigfabrik. Ab 1835 lebte die Familie in Nürnberg, wo er die Polytechnische Schule besuchte. 1848 nahm er an revolutionären Bestrebungen teil; die Aussicht auf einen verschärften vierjährigen Militärdienst veranlasste ihn, zu desertieren und über Bremen in die USA zu fliehen. Er kam im November 1848 in New York City an und fand mit seinen chemischen Kenntnissen eine erste Anstellung als Gehilfe in Zahnarztpraxis und Labor von Keep in Boston. Von dort soll er nach Westen und 1849 während des Kalifornischen Goldrauschs nach Kalifornien gegangen sein. Er kehrte bald an die Ostküste zurück und wurde in der Praxis von Chapin A. Harris in Baltimore als Laborgehilfe angestellt. In Baltimore wurde er einer der ersten Studenten an der neugegründeten zahnärztlichen Hochschule Baltimore College of Dental Surgery und graduierte 1852. Er eröffnete eine floriende Praxis, die er 45 Jahre lang führte, und wurde Mitglied und später Präsident der Association of Dental Surgeons. Er gilt als einer der ersten Zahnärzte, die ab 1854 Porzellan für Füllungen nutzten.

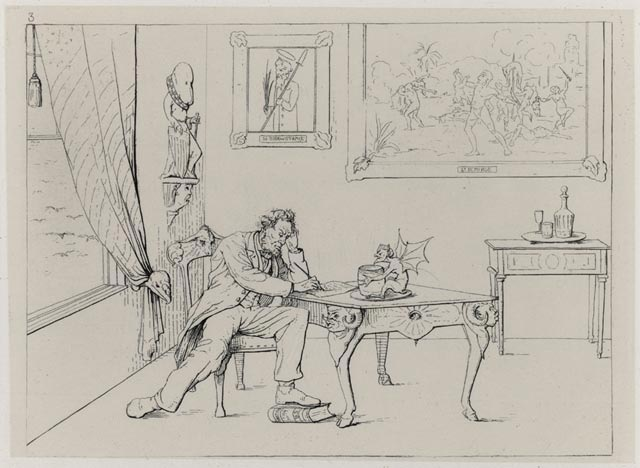
Writing the Emancipation Proclamation, Karikatur gegen Abraham Lincoln, Verfassung mit Füßen tretend, 1862

Untypisch für einen Forty-Eighter, war Volck während des Sezessionskrieges ein Anhänger der Südstaaten. Er schmuggelte Briefe und Medikamente und diente Jefferson Davis als Kurier. Sein Haus in der Charles Street in Baltimore diente als konspirativer Treffpunkt für Südstaaten-Sympathisanten. Volck nutzte seine Zeichenkünste für Karikaturen, die in ihrer Mehrzahl aber erst nach dem Krieg bekannt wurden. Unter dem Pseudonym V. Blada veröffentlichte er eine Sammlung von dreißig Zeichnungen als Sketches from the Civil War in North America sowie eine weitere Sammlung als Comedians and Tragedians of the North, mit denen er den sehr erfolgreichen, die Nordstaaten unterstützenden politischen Cartoons von Thomas Nast entgegentreten wollte.
Nach Kriegsende führte Volck seine Zahnarztpraxis fort und betätigte sich nebenbei als Porträtmaler und Bildhauer, jedoch ohne den politischen Unterton seiner früheren Werke. Bekannt wurden seine repräsentativen Arbeiten in Silber, darunter eine Dankesgabe der Bürger Baltimores an Bürgermeister Hooper. Volck war Mitglied und teilweise Mitbegründer einer Reihe kultureller Institutionen in Baltimore wie der Academy of Art, der Allston Association, dem Wednesday Club, dem Athenaeum Club und dem Charcoal Club.
Er wurde auf dem Friedhof Loudon Park in Baltimore beigesetzt.
1852 hatte er Letitia Robert Alleyn, eine seiner ersten Patientinnen, geheiratet. Das Paar hatte zwei Söhne und drei Töchter. Der Bildhauer Friedrich Volck und der Theologe Wilhelm Volck waren seine jüngeren Brüder; Friedrich war zeitweilig ebenfalls in Baltimore und in Richmond (Virginia) tätig.

## Nachlass
Ein Teil von Volcks Nachlass, darunter Skizzenbücher, wird in der Maryland Historical Society in Baltimore verwahrt. Die 29 original Kupferplatten für die Druckfassung der Sketches from the Civil War in North America befinden sich heute in der Bibliothek der Brown University.

## Werke
- Confederate War Etchings. 1863
- Sketches From The Civil War in North America 1861, 1862, 1863. Nachdruck: Tarrytown: William Abbott, 1917 (archive.org)
- Emily V. Mason: Popular Life of Gen. Robert Edward Lee: Illustr. with 17 Original Designs by Professor Volck. Baltimore: J. Murphy and Company 1872 (Digitalisat, Bayerische Staatsbibliothek)